# 赤津焼
赤津焼（あかづやき）は、瀬戸焼のうち、愛知県瀬戸市街地の東方にある赤津地区で焼かれる焼物。

## 概要
瀬戸窯とともに発展した窯で平安時代の開窯とされ、当地には室町時代の窯跡である小長曽陶器窯跡が残る。戦国時代、瀬戸では「瀬戸山離散」と呼称される窯屋の急激な減少が発生し、多くの窯が美濃地方に移った。
慶長15年（1610年）になって尾張藩初代藩主・徳川義直が当時の赤津村に陶工を集めて瀬戸窯の復興を図った（窯屋呼び戻し）と言われていたが、近年では現存する資料から徳川家康が名古屋開府に合わせて窯屋を呼び戻したものとされている。
また、元和2年（1616年）には名古屋城に赤津から陶工を呼び、御深井丸に窯を築いた。これは明治4年（1871年）の廃藩置県に伴い廃止されたが「尾州御庭焼」として知られている。この御庭焼への出仕を通じてそれまでの赤津焼には無かった安南風の呉須絵の技術が陳元贇より伝えられ、現在では「御深井釉」と呼ばれている。文化4年（1807年）、加藤民吉によって瀬戸に磁器の製法が導入されたが赤津では定着せず、現在に至るまで陶器を主体としている。

### 現在
7種類の釉薬（灰釉・鉄釉・古瀬戸釉・黄瀬戸釉・志野釉・織部釉・御深井釉）と12種類の装飾技法が今に伝わり、1977年（昭和52年）には、国の伝統的工芸品にも指定された。2010年（平成22年）2月現在、赤津焼伝統工芸士14名を数える。

## 赤津焼会館
1980年（昭和55年）、赤津焼の研究資料・民俗資料保存を目的として建設された。
赤津町の高台にあって織部釉の陶板で建物の外壁を被う特徴的な概観をもつ建物で、館内には会合用の研修室などを備えるとともに、茶道具・花器などから普段使いの焼物まで、赤津の窯元の作品を一堂に集めて展示・販売している。